# 張獻恭
張獻恭（?—?），唐朝陕州河北县人（今山西省平陆县）人，张守珪的弟弟金吾将军张守瑜的儿子。
張獻恭以军功，官至试太常卿，兼右羽林将军，大历二年（767年）四月，张守珪之子张献诚因病上表请归私第，荐堂弟张献恭以自代。唐代宗同意，大历三年（768年）四月，以山南西道节度使、邓国公张献诚为检校户部尚书。右羽林将军张献恭为梁州刺史、兼御史中丞，充山南西道节度观察使。大历十二年（777年）七月，山南西道节度使张献恭在岷州击败吐蕃万余众。建中二年（781年）正月，加检校兵部尚书，为东都留守。建中三年（782年）正月，为太府卿、容州刺史、本管经略招讨使。建中四年（783年）七月，以礼部尚书李揆加御史大夫，为入蕃会盟使。太府卿张献恭与宰相李忠臣、卢杞、关播、右仆射崔宁、工部尚书乔琳、御史大夫于颀、司农卿段秀实、少府监李昌夔、京兆尹王翃、左金吾卫将军浑瑊与吐蕃尚结赞在京城之西筑坛会盟，礼如清水会盟之仪。兴元元年（784年）六月，转检校吏部尚书，给他一子正员官。德宗想让卢杞担任饶州刺史，给事中袁高封还诏书。张献恭和太子少保韦伦入紫宸殿上言：“袁高所奏至当，卢杞奸臣，常怀诡诈。”唐德宗不听，张献恭再奏：“袁高是陛下良臣，洗望优异二待。”唐德宗对李勉说：“朕想要授卢杞一小州刺史可以吗？”回答：“陛下给他大州也可，那士庶失望又怎么办！”张献恭守正不挠。张献恭之子张煦。